# Pelophryne brevipes
Pelophryne brevipes là một loài cóc thuộc họ Bufonidae.
Loài này có ở Indonesia, Malaysia, Philippines, và Singapore.
Môi trường sống tự nhiên của chúng là rừng ẩm vùng đất thấp nhiệt đới hoặc cận nhiệt đới, sông ngòi, sông có nước theo mùa, và đầm nước ngọt có nước theo mùa. Nó không được IUCN xem là loài bị đe dọa.

## Hình ảnh

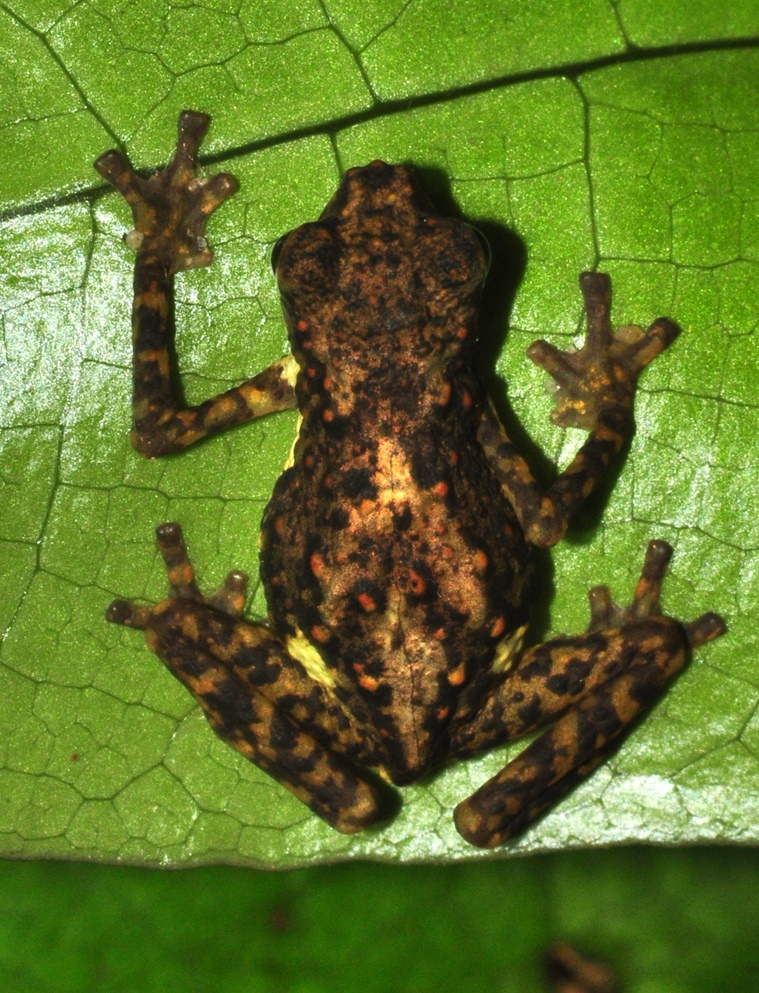